# Cabernet Cubin

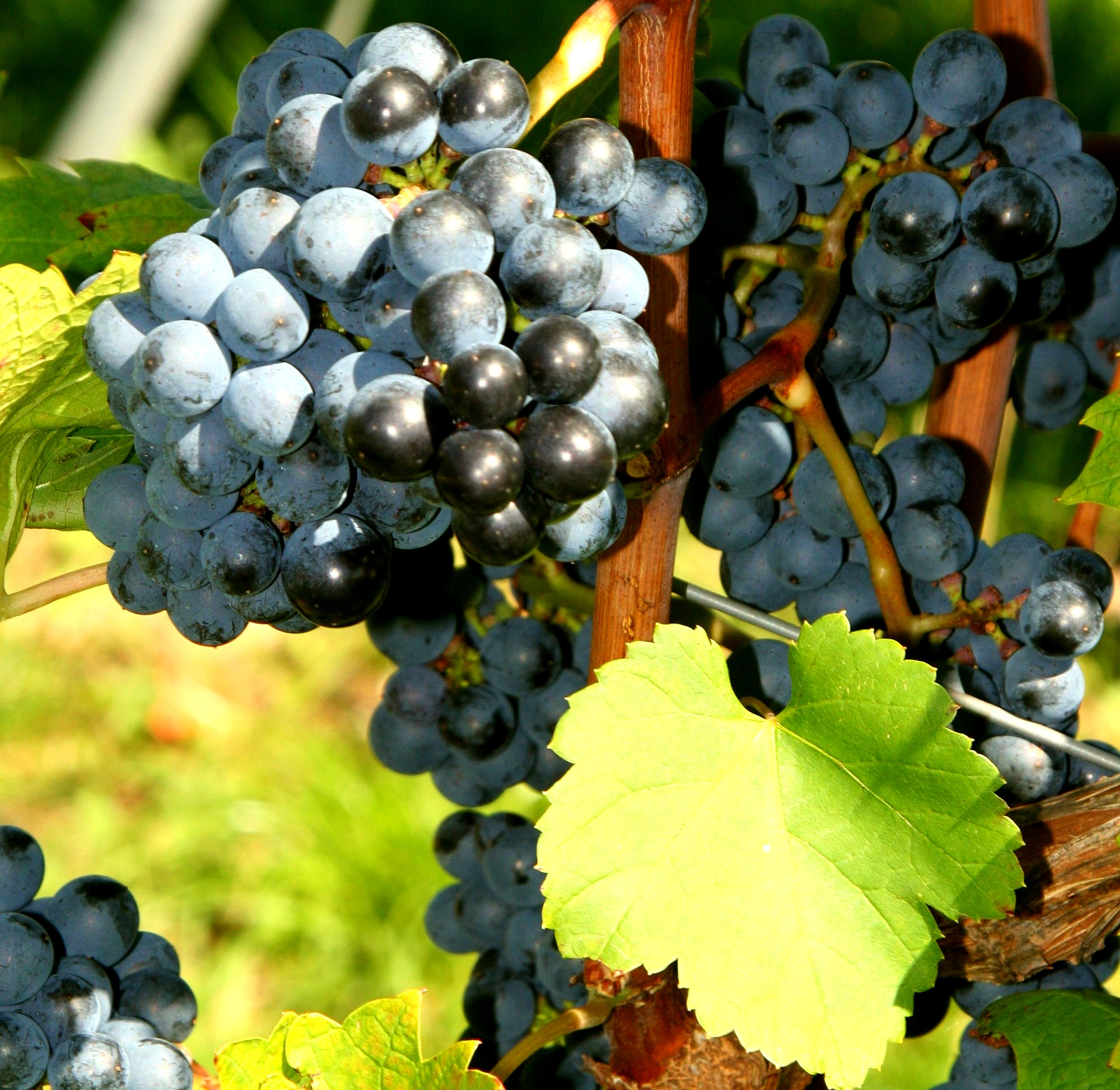
Cabernet Cubin

De Cabernet Cubin is een Duitse blauwe druivensoort, die slechts één synoniem heeft: WE 70-281-35.

## Geschiedenis
Dit is een van de jongste rassen, die pas in 1970 is ontwikkeld aan het Weinsberg Research Instituut in Baden-Württemberg in het zuiden van Duitsland. Het is een kruising tussen de Franse Cabernet Sauvignon en de Oostenrijkse druif Blaufränkisch. Pas in 2005 werd deze variëteit toegelaten in het officiële Duitse register.

## Kenmerken
De druif rijpt aan de late kant en dat betekent dat de oogst vaak na half september pas kan plaatsvinden. Een diep donkerrode kleur gaat gepaard met stevige tannines, die tijd nodig hebben om zachter te worden. De wijn kan goed rijpen op eikenhouten vaten.

## Gebieden
Eind 2011 werd in Duitsland ruim 100 hectare met deze druif beplant en ook in Zwitserland komt het op zéér bescheiden schaal voor: 2 hectare in het kanton Wallis.